# Kościół Świętego Krzyża w Pietrowicach Wielkich
Kościół Świętego Krzyża – rzymskokatolicki kościół filialny należący do parafii św. Wita, Modesta i Krescencji w Pietrowicach Wielkich (dekanat Pietrowice Wielkie diecezji opolskiej).

## Historia
Jest to drewniana świątynia – pierwotnie wielkości kaplicy – wybudowana przez proboszcza Martina Moslera w 1667 roku niedaleko studzienki, w której według podań pasterze odnaleźli obraz Ukrzyżowanego Zbawiciela. Gdy wśród mieszkańców rozeszła się wiadomość o cudownych właściwościach wód studzienki, odtąd zaczęli do tego miejsca pielgrzymować.

## Architektura
Kościół posiada konstrukcję zrębową, nakryty jest gontem, wybudowany został na kształt stłoczonego ośmiokąta. Nawę prostokątną na planie prawie kwadratowym nakrywa płaskie sklepienie. Prezbiterium zamknięte jest dwubocznie i nakrywa go sklepienie pozorne. Świątynia jest otoczona podpartymi słupkami soboami. Budowla ma ośmiokątną wieżyczkę na sygnaturkę wybudowaną w 1822 roku z baniastym, pokrytym blachą dachem hełmowym, latarnią i krzyżem papieskim. Nakrywają ją dachy siodłowe. Charakterystycznymi elementami kościoła są także: przybudówka ze schodami prowadzącymi na chór w narożniku północno-zachodnim, zewnętrzna ambona z baldachimem, kruchta z przesuwanymi drzwiami oraz kwadratowa zakrystia od południowej strony.
Wnętrze świątyni nosi cechy stylu barokowego. Ołtarz główny jest ozdobiony obrazem Chrystusa Ukrzyżowanego, z kolei ołtarze boczne noszą wezwania: św. Anny i Matki Boskiej Różańcowej. Montrancję ofiarował uczestniczący w budowie świątyni gospodarz Kaffka w 1690 roku. Na belce tęczowej i nad nią są umieszczone słowa w języku morawskim, łacińskim i niemieckim upamiętniające nadanie świątyni w 1743 roku pełnego odpustu w dniu Podwyższenia Krzyża Świętego.